# Galium muelleri
Galium muelleri är en måreväxtart som först beskrevs av Karl Moritz Schumann, och fick sitt nu gällande namn av Lauramay Tinsley Dempster. Galium muelleri ingår i släktet måror, och familjen måreväxter. Inga underarter finns listade i Catalogue of Life.